# Aderus mcclurei
Aderus mcclurei é uma espécie de inseto besouro da família Aderidae. Foi descrita cientificamente por Floyd Gerald Werner em 1962.

## Distribuição geográfica
Habita na Malásia.